# بلمونت (ماساچوست)
بلمونت (به انگلیسی: Belmont) شهرکی در شهرستان میدلسکس ایالت ماساچوست می‌باشد که در سال ۱۸۵۹ بنیان‌گذاری شده‌است. این شهرک در سرشماری سال ۲۰۱۰ میلادی، ۲۴٬۷۲۹ نفر جمعیت داشته‌است.